# Font de Resteria
La Font de Resteria és una font del terme de l'antic poble d'Herba-savina, pertanyent al municipi de Conca de Dalt, al Pallars Jussà. Antigament era del terme d'Hortoneda de la Conca.
Està situada a 1.202 m d'altitud, al sud-oest de Resteria i de l'extrem sud-oriental del Serrat de Resteria, a ponent de l'indret on hi ha la Borda del Manel i la del Tarrufa i a llevant de lo Comellar.